# Box-office France 2014
 (janvier 2021).
La mise en forme du texte ne suit pas les recommandations de Wikipédia : il faut le « wikifier ».
Les points d'amélioration suivants sont les cas les plus fréquents. Le détail des points à revoir est peut-être précisé sur la page de discussion.
- Les titres sont pré-formatés par le logiciel. Ils ne sont ni en capitales, ni en gras.
- Le texte ne doit pas être écrit en capitales (les noms de famille non plus), ni en gras, ni en italique, ni en « petit »…
- Le gras n'est utilisé que pour surligner le titre de l'article dans l'introduction, une seule fois.
- L'italique est rarement utilisé : mots en langue étrangère, titres d'œuvres, noms de bateaux, etc.
- Les citations ne sont pas en italique mais en corps de texte normal. Elles sont entourées par des guillemets français : « et ».
- Les listes à puces sont à éviter, des paragraphes rédigés étant largement préférés. Les tableaux sont à réserver à la présentation de données structurées (résultats, etc.).
- Les appels de note de bas de page (petits chiffres en exposant, introduits par l'outil «  Source ») sont à placer entre la fin de phrase et le point final[comme ça].
- Les liens internes (vers d'autres articles de Wikipédia) sont à choisir avec parcimonie. Créez des liens vers des articles approfondissant le sujet. Les termes génériques sans rapport avec le sujet sont à éviter, ainsi que les répétitions de liens vers un même terme.
- Les liens externes sont à placer uniquement dans une section « Liens externes », à la fin de l'article. Ces liens sont à choisir avec parcimonie suivant les règles définies. Si un lien sert de source à l'article, son insertion dans le texte est à faire par les notes de bas de page.
- La présentation des références doit suivre les conventions bibliographiques. Il est recommandé d'utiliser les modèles {{Ouvrage}}, {{Chapitre}}, {{Article}}, {{Lien web}} et/ou {{Bibliographie}}. Le mode d'édition visuel peut mettre en forme automatiquement les références.
- Insérer une infobox (cadre d'informations à droite) n'est pas obligatoire pour parachever la mise en page.

Pour une aide détaillée, merci de consulter Aide:Wikification.
Si vous pensez que ces points ont été résolus, vous pouvez retirer ce bandeau et améliorer la mise en forme d'un autre article.
Cet article traite du box-office de 2014 en France.

## Les films à succès

### Un quadruplé français aux premières places
Après une année 2013 moribonde, le cinéma français a connu une grande année 2014. En effet, les quatre premiers films du classement sont français. Cela ne s'était pas vu depuis plus de 50 ans.
Qu'est-ce qu'on a fait au Bon Dieu ?, avec Christian Clavier et Chantal Lauby, a été l'événement de l'année avec des critiques élogieuses et une forte médiatisation. Abordant les mariages et la multi-ethnicité, il reste longtemps à l'affiche, et parvient même à atteindre la première place hebdomadaire lors de sa 11e semaine d'exploitation : ce fut la semaine de la fête du Cinéma, où le film a pu profiter d'une large ressortie et a pu ainsi engendrer de nombreuses entrées supplémentaires durant tout l'été. Vingt-et-un ans après Les Visiteurs, Christian Clavier ajoute un nouveau grand succès du box-office à sa carrière d'acteur. Le film totalisera pas moins de 12 millions d'entrées, ce qui le place en 19e position du classement de tous les temps.
Si le film de Philippe de Chauveron a été le champion de l'été, La Famille Bélier fut le grand succès des vacances de Noël et du début d'année 2015. Ce film à thème sur les sourds et malentendants émeut 7 millions et demi de spectateurs, et sera récompensé par le César du meilleur espoir féminin : Louane Emera, révélée dans l'émission The Voice, y incarnait son premier rôle cinématographique. Ce film lui permet d'atteindre la première place du classement des ventes d'albums pour plusieurs semaines.
Sept ans après le succès inégalé des Ch'tis, Dany Boon et Kad Merad collaborent de nouveau pour une comédie, Supercondriaque. Doté d'un budget de plus de 35 millions d'euros, le film réalise la meilleure première semaine de l'année mais connaît une chute rapide de ses entrées pour terminer finalement sa carrière à plus de 5,2 millions d'entrées, un très bon score mais assez loin des deux précédentes réalisations de Dany Boon : Bienvenue chez les Ch'tis et Rien à déclarer.
Enfin, le quatrième du classement est le seul du quatuor français à ne pas être une comédie. Luc Besson, 18 ans après Le Cinquième Élément, revient sur le devant de la scène avec un nouveau film de science-fiction, Lucy. Porté par Scarlett Johansson dans le rôle-titre, il divise fortement les critiques mais attire la curiosité dans les cinémas, terminant également à 5,2 millions d'entrées. Le film a également réalisé d'excellents résultats à l'international, où il devient le film français ayant rapporté le plus d'argent dans le monde, détrônant Intouchables.
Il est également intéressant de noter qu'aucun de ces quatre films n'est une suite ou un film dérivé d'une saga, ce qui contraste fortement avec le box-office des films américains.

## Scores des suites par rapport à leurs prédécesseurs

### Tendance à la hausse
. Le Hobbit : La Bataille des Cinq Armées n'atteint pas les scores du Seigneur des Anneaux, mais réalise néanmoins le meilleur score de la trilogie du Hobbit, avec 147 340 entrées de plus que Le Hobbit : La Désolation de Smaug et 343 151 de plus que Le Hobbit : Un Voyage Inattendu. 
. La Planète des singes : L'Affrontement réalise 543 765 entrées de plus que La Planètes des singes : Les Origines.
. La suite de Dragons, sorti en 2011, Dragons 2, engrange 1 059 730 d'entrées en plus. 
. X-Men: Days of Future Past fait le meilleur score de la saga X-Men avec 488 868 entrées de plus que X-Men 2 et X-Men : L'affrontement Final.
. Rio 2 attire, 885 169 spectateurs de plus que Rio.
. Hunger Games : La Révolte, partie 1 réalise le meilleur score de la saga, avec 88 359 entrées de plus que Hunger Games : L'Embrasement.
. Captain America : Le Soldat de l'hiver engrange 861 582 spectateurs de plus que Captain America: First Avenger sorti en 2011.

### Tendance à la baisse
. Les Vacances du petit Nicolas attire 3 065 268 spectateurs de moins que le premier opus de 2009.
. Transformers : L'Âge de l'extinction, réalise le deuxième meilleur score de la saga, 279 743 de moins que le Transformers 3 : La face cachée de la lune. Mais 66 441 de plus que Transformers 2 : La Revanche.
. The Amazing Spider-Man : Le Destin d'un héros attire 218 602 spectateurs en moins que The Amazing Spider-Man.
. Les Trois Frères : Le Retour revient 19 ans après le premier, mais ne réitère pas son succès, en réalisant 4 608 360 entrées de moins que Les Trois Frères .
. 300: La Naissance d'un Empire attire 97 991 spectateurs de moins, que le premier 300.
. Planes 2 engrange 634 306 entrées de moins que le premier Planes.
. Expendables 3 fait respectivement 899 830 et 588 586 entrées en moins que Expendables 2 : Unité spéciale et Expendables : Unité spéciale.

## Les millionnaires
- États-Unis : 30 films (coproductions : Royaume-Uni : 3 films, Espagne : 1 film, Australie : 1 film, Chine : 1 film : Danemark : 1 film, Japon : 1 film et Allemagne : 1 film)
- France : 20 films (coproductions : Belgique : 1 film, États-Unis : 1 film, Royaume-Uni : 1 film et Mauritanie : 1 film)
- Royaume-Uni : 3 films (coproductions : États-Unis : 1 film, France : 1 film et Allemagne : 1 film)
- Canada : 2 films (coproductions : États-Unis : 1 film et Corée du Sud : 1 film)
- Nouvelle-Zélande : 1 films (coproduction : États-Unis : 1 film)
- Total : 56 films

| Class. | Titre                                             | Pays                             | Réalisateur                         | Box-Office France | Semaines |
| ------ | ------------------------------------------------- | -------------------------------- | ----------------------------------- | ----------------- | -------- |
| 1      | Qu'est-ce qu'on a fait au Bon Dieu ?              |                                  | Philippe de Chauveron               | 12 361 430        | 27 (fin) |
| 2      | La Famille Bélier                                 | Éric Lartigau                    | 7 450 944                           | 25 (fin)          |          |
| 3      | Supercondriaque                                   |                                  | Dany Boon                           | 5 269 404         | 10 (fin) |
| 4      | Lucy                                              |                                  | Luc Besson                          | 5 201 019         | 14 (fin) |
| 5      | Le Hobbit : La Bataille des Cinq Armées           |                                  | Peter Jackson                       | 4 848 676         | 11 (fin) |
| 6      | La Planète des singes : L'Affrontement            |                                  | Matt Reeves                         | 3 783 833         | 11 (fin) |
| 7      | Dragons 2                                         | Dean DeBlois                     | 3 376 525                           | 19 (fin)          |          |
| 8      | X-Men: Days of Future Past                        |                                  | Bryan Singer                        | 3 289 100         | 12 (fin) |
| 9      | Rio 2                                             |                                  | Carlos Saldanha                     | 3 261 547         | 19 (fin) |
| 10     | Hunger Games : La Révolte, partie 1               | Francis Lawrence                 | 3 228 348                           | 11 (fin)          |          |
| 11     | Le Labyrinthe                                     | Wes Ball                         | 3 126 743                           | 12 (fin)          |          |
| 12     | Samba                                             |                                  | Éric Toledano et Olivier Nakache    | 3 109 720         | 15 (fin) |
| 13     | Astérix : Le Domaine des dieux                    | Alexandre Astier et Louis Clichy | 2 996 184                           | 15 (fin)          |          |
| 14     | Paddington                                        |                                  | Paul King                           | 2 782 705         | 21 (fin) |
| 15     | Interstellar                                      |                                  | Christopher Nolan                   | 2 640 439         | 13 (fin) |
| 16     | Les Vacances du petit Nicolas                     |                                  | Laurent Tirard                      | 2 455 294         | 15 (fin) |
| 17     | Les Gardiens de la Galaxie                        |                                  | James Gunn                          | 2 393 763         | 12 (fin) |
| 18     | Babysitting                                       |                                  | Philippe Lacheau et Nicolas Benamou | 2 358 733         | 17 (fin) |
| 19     | Transformers : L'Âge de l'extinction              |                                  | Michael Bay                         | 2 343 189         | 9 (fin)  |
| 20     | Les Pingouins de Madagascar                       |                                  | Eric Darnell et Simon J. Smith      | 2 327 491         | 10 (fin) |
| 21     | The Amazing Spider-Man : Le Destin d'un héros     | Marc Webb                        | 2 323 393                           | 13 (fin)          |          |
| 22     | Les Trois Frères : Le Retour                      |                                  | Les Inconnus                        | 2 289 408         | 8 (fin)  |
| 23     | Maléfique                                         |                                  | Robert Stromberg                    | 2 046 776         | 13 (fin) |
| 24     | Fiston                                            |                                  | Pascal Bourdiaux                    | 1 922 868         | 8 (fin)  |
| 25     | Captain America : Le Soldat de l'hiver            |                                  | Anthony et Joe Russo                | 1 922 648         | 9 (fin)  |
| 26     | Gone Girl                                         | David Fincher                    | 1 904 894                           | 22 (fin)          |          |
| 27     | La Belle et la Bête                               |                                  | Christophe Gans                     | 1 827 336         | 8 (fin)  |
| 28     | Ninja Turtles                                     |                                  | Jonathan Liebesman                  | 1 783 919         | 9 (fin)  |
| 29     | 12 Years a Slave                                  |                                  | Steve McQueen                       | 1 696 935         | 19 (fin) |
| 30     | Yves Saint Laurent                                |                                  | Jalil Lespert                       | 1 639 214         | 14 (fin) |
| 31     | Barbecue                                          | Éric Lavaine                     | 1 600 584                           | 10 (fin)          |          |
| 32     | 300 : La Naissance d'un Empire                    |                                  | Noam Murro                          | 1 563 297         | 8 (fin)  |
| 33     | Annabelle                                         | John R. Leonetti                 | 1 538 114                           | 7 (fin)           |          |
| 34     | La French                                         |                                  | Cédric Jimenez                      | 1 530 106         | 12 (fin) |
| 35     | Exodus: Gods and Kings                            |                                  | Ridley Scott                        | 1 515 929         | 7 (fin)  |
| 36     | La Grande Aventure Lego                           |                                  | Phil Lord et Chris Miller           | 1 513 034         | 13 (fin) |
| 37     | Divergente                                        |                                  | Neil Burger                         | 1 492 110         | 14 (fin) |
| 38     | The Grand Budapest Hotel                          |                                  | Wes Anderson                        | 1 472 246         | 22 (fin) |
| 39     | Minuscule : La Vallée des fourmis perdues         |                                  | Hélène Giraud et Thomas Szabo       | 1 466 204         | 52 (fin) |
| 40     | M. Peabody et Sherman : Les Voyages dans le temps |                                  | Rob Minkoff                         | 1 418 220         | 18 (fin) |
| 41     | Sous les jupes des filles                         |                                  | Audrey Dana                         | 1 390 061         | 13 (fin) |
| 42     | Godzilla                                          |                                  | Gareth Edwards                      | 1 361 689         | 9 (fin)  |
| 43     | Noé                                               |                                  | Darren Aronofsky                    | 1 318 800         | 8 (fin)  |
| 44     | Monuments Men                                     |                                  | George Clooney                      | 1 288 727         | 8 (fin)  |
| 45     | Edge of Tomorrow                                  |                                  | Doug Liman                          | 1 239 848         | 10 (fin) |
| 46     | Non-Stop                                          |                                  | Jaume Collet-Serra                  | 1 233 868         | 9 (fin)  |
| 47     | Le Crocodile du Botswanga                         |                                  | Fabrice Éboué et Lionel Steketee    | 1 227 314         | 9 (fin)  |
| 48     | Mommy                                             |                                  | Xavier Dolan                        | 1 194 684         | 26 (fin) |
| 49     | Opération Casse-noisette                          |                                  | Peter Lepeniotis                    | 1 192 627         | 20 (fin) |
| 50     | Timbuktu                                          |                                  | Abderrahmane Sissako                | 1 186 882         | 44 (fin) |
| 51     | Expendables 3                                     |                                  | Patrick Hughes                      | 1 063 124         | 8 (fin)  |
| 52     | Magic in the Moonlight                            | Woody Allen                      | 1 060 193                           | 26 (fin)          |          |
| 53     | Tu veux ou tu veux pas                            |                                  | Tonie Marshall                      | 1 059 794         | 7 (fin)  |
| 54     | Clochette et la Fée pirate                        |                                  | Peggy Holmes                        | 1 055 301         | 17 (fin) |
| 55     | Nos étoiles contraires                            | Josh Boone                       | 1 046 134                           | 10 (fin)          |          |
| 56     | Planes 2                                          | Roberts Gannaway                 | 1 043 340                           | 9 (fin)           |          |

## Les records par semaine
| Semaines    | Titre                                | Pays                  | Réalisateur           | Entrées   |
| ----------- | ------------------------------------ | --------------------- | --------------------- | --------- |
| 1re semaine | Supercondriaque                      |                       | Dany Boon             | 2 151 921 |
| 2e semaine  | Qu'est-ce qu'on a fait au Bon Dieu ? |                       | Philippe de Chauveron | 1 734 346 |
| 3e semaine  | Qu'est-ce qu'on a fait au Bon Dieu ? | 1 715 283             | Philippe de Chauveron |           |
| 4e semaine  | Qu'est-ce qu'on a fait au Bon Dieu ? | 1 585 662             | Philippe de Chauveron |           |
| 5e semaine  | Qu'est-ce qu'on a fait au Bon Dieu ? | 703 077               | Philippe de Chauveron |           |
| 6e semaine  | Qu'est-ce qu'on a fait au Bon Dieu ? | 645 990               | Philippe de Chauveron |           |
| 7e semaine  | Qu'est-ce qu'on a fait au Bon Dieu ? | 702 067               | Philippe de Chauveron |           |
| 8e semaine  | La Famille Bélier                    | Éric Lartigau         | 370 117               |           |
| 9e semaine  | La Famille Bélier                    | Éric Lartigau         | 349 864               |           |
| 10e semaine | La Famille Bélier                    | Éric Lartigau         | 290 461               |           |
| 11e semaine | Qu'est-ce qu'on a fait au Bon Dieu ? | Philippe de Chauveron | 457 461               |           |
| 12e semaine | Qu'est-ce qu'on a fait au Bon Dieu ? | Philippe de Chauveron | 391 661               |           |
| 13e semaine | Qu'est-ce qu'on a fait au Bon Dieu ? | Philippe de Chauveron | 349 579               |           |

## Films le plus longtemps à l'affiche
| Semaines    | Titre                                     | Pays              | Réalisateur                   |
| ----------- | ----------------------------------------- | ----------------- | ----------------------------- |
| 52 semaines | Minuscule : La Vallée des fourmis perdues | France            | Hélène Giraud et Thomas Szabo |
| 44 semaines | Timbuktu                                  | France Mauritanie | Abderrahmane Sissako          |
| 31 semaines | Ida                                       | Pologne           | Paweł Pawlikowski             |
| 28 semaines | Hippocrate                                | France            | Thomas Lilti                  |
| 27 semaines | Qu'est-ce qu'on a fait au Bon Dieu ?      | France            | Philippe de Chauveron         |
| 26 semaines | Magic in the Moonlight                    | États-Unis        | Woody Allen                   |
| 26 semaines | Mommy                                     | Canada            | Xavier Dolan                  |
| 26 semaines | Her                                       | États-Unis        | Spike Jonze                   |
| 25 semaines | La Famille Bélier                         | France            | Éric Lartigau                 |

## Box-office par semaine
| #  | Date (à partir du) | Film no 1                                 | Pays      | Entrées   |
| -- | ------------------ | ----------------------------------------- | --------- | --------- |
| 1  | 1er janvier 2014   | Le Loup de Wall Street                    |           | 701 800   |
| 2  | 8 janvier 2014     | Yves Saint Laurent                        |           | 554 846   |
| 3  | 15 janvier 2014    | Yves Saint Laurent                        | 410 488   |           |
| 4  | 22 janvier 2014    | 12 Years a Slave                          |           | 375 305   |
| 5  | 29 janvier 2014    | Minuscule : La Vallée des fourmis perdues |           | 392 852   |
| 6  | 5 février 2014     | RoboCop                                   |           | 348 763   |
| 7  | 12 février 2014    | Les Trois Frères : Le Retour              |           | 1 112 863 |
| 8  | 19 février 2014    | Les Trois Frères : Le Retour              | 611 250   |           |
| 9  | 26 février 2014    | Supercondriaque                           |           | 2 151 921 |
| 10 | 5 mars 2014        | Supercondriaque                           | 1 189 985 |           |
| 11 | 12 mars 2014       | Fiston                                    |           | 921 751   |
| 12 | 19 mars 2014       | Supercondriaque                           |           | 476 865   |
| 13 | 26 mars 2014       | Captain America : Le Soldat de l'hiver    |           | 769 959   |
| 14 | 2 avril 2014       | Captain America : Le Soldat de l'hiver    | 452 237   |           |
| 15 | 9 avril 2014       | Rio 2                                     | 668 971   |           |
| 16 | 16 avril 2014      | Qu'est-ce qu'on a fait au Bon Dieu ?      |           | 1 680 249 |
| 17 | 23 avril 2014      | Qu'est-ce qu'on a fait au Bon Dieu ?      | 1 734 346 |           |
| 18 | 30 avril 2014      | Qu'est-ce qu'on a fait au Bon Dieu ?      | 1 715 283 |           |
| 19 | 7 mai 2014         | Qu'est-ce qu'on a fait au Bon Dieu ?      | 1 585 662 |           |
| 20 | 14 mai 2014        | Godzilla                                  |           | 720 996   |
| 21 | 21 mai 2014        | X-Men: Days of Future Past                |           | 1 223 166 |
| 22 | 28 mai 2014        | X-Men: Days of Future Past                | 964 630   |           |
| 23 | 4 juin 2014        | Edge of Tomorrow                          |           | 451 886   |
| 24 | 11 juin 2014       | Sous les jupes des filles                 |           | 240 561   |
| 25 | 18 juin 2014       | Triple Alliance                           |           | 214 548   |
| 26 | 25 juin 2014       | Qu'est-ce qu'on a fait au Bon Dieu ?      |           | 457 461   |
| 27 | 2 juillet 2014     | Dragons 2                                 |           | 1 340 940 |
| 28 | 9 juillet 2014     | Les Vacances du petit Nicolas             |           | 887 210   |
| 29 | 16 juillet 2014    | Transformers : L'Âge de l'extinction      |           | 1 215 124 |
| 30 | 23 juillet 2014    | Transformers : L'Âge de l'extinction      | 529 588   |           |
| 31 | 30 juillet 2014    | La Planète des singes : L'Affrontement    |           | 1 746 921 |
| 32 | 6 août 2014        | Lucy                                      |           | 1 941 424 |
| 33 | 13 août 2014       | Lucy                                      | 1 080 839 |           |
| 34 | 20 août 2014       | Lucy                                      | 734 480   |           |
| 35 | 27 août 2014       | Lucy                                      | 479 526   |           |
| 36 | 3 septembre 2014   | Lucy                                      | 264 029   |           |
| 37 | 10 septembre 2014  | Gemma Bovery                              | 223 688   |           |
| 38 | 17 septembre 2014  | Bon Rétablissement !                      | 212 122   |           |
| 39 | 24 septembre 2014  | Elle l'adore                              | 204 698   |           |
| 40 | 1er octobre 2014   | Tu veux ou tu veux pas                    | 431 620   |           |
| 41 | 8 octobre 2014     | Gone Girl                                 |           | 539 178   |
| 42 | 15 octobre 2014    | Samba                                     |           | 942 343   |
| 43 | 22 octobre 2014    | Le Labyrinthe                             |           | 871 402   |
| 44 | 29 octobre 2014    | Le Labyrinthe                             | 530 511   |           |
| 45 | 5 novembre 2014    | Interstellar                              |           | 1 071 360 |
| 46 | 12 novembre 2014   | Interstellar                              | 572 034   |           |
| 47 | 19 novembre 2014   | Hunger Games : La Révolte, partie 1       |           | 1 538 201 |
| 48 | 26 novembre 2014   | Astérix : Le Domaine des dieux            |           | 935 180   |
| 49 | 3 décembre 2014    | Paddington                                |           | 570 040   |
| 50 | 10 décembre 2014   | Le Hobbit : La Bataille des Cinq Armées   |           | 1 789 196 |
| 51 | 17 décembre 2014   | Le Hobbit : La Bataille des Cinq Armées   | 1 229 228 |           |
| 52 | 24 décembre 2014   | La Famille Bélier                         |           | 1 241 370 |
| 53 | 31 décembre 2014   | La Famille Bélier                         | 1 148 894 |           |

## Classements complémentaires
- Box-office par année